# Ponikva pri Žalcu
Ponikva pri Žalcu je vas v Občini Žalec. Je osrednje naselje v krajinskem parku Ponikovski kras. V vasi je cerkev sv. Pankracija, poleg nje pa je Slomškov dom, kjer se nahaja etnološka zbirka predmetov okoliških kmetov.